# Ciry-le-Noble
Ciry-le-Noble település Franciaországban, Saône-et-Loire megyében. Lakosainak száma 2213 fő (2022. január 1.). Ciry-le-Noble Sanvignes-les-Mines, Génelard, Martigny-le-Comte, Perrecy-les-Forges, Pouilloux, Saint-Bonnet-de-Vieille-Vigne és Saint-Vallier községekkel határos.

## Népesség
A település népességének változása:
| Lakosok száma | 2332 | 2301 | 2321 | 2275 | 2262 | 2260 | 2252 | 2248 | 2213 |
|               | 2013 | 2015 | 2016 | 2017 | 2018 | 2019 | 2020 | 2021 | 2022 |